# Klein-Ohligs
Klein-Ohligs war eine der Ortslagen und Hofschaften, die ab Ende des 19. Jahrhunderts in der expandierenden Stadt Ohligs aufgingen, die heute ein Stadtteil Solingens ist. 

## Lage und Beschreibung
Klein-Ohligs lag als Einzelsiedlung in der Umgebung des heutigen Ohligser Schützenplatzes nahe der Einmündung der Südstraße in die Bonner Straße. Benachbarte Ortslagen sind bzw. waren (von Nord nach West): Piepers, Bockstiege, Nassenweg, Hassels, Dunkelnberg, Honigsheide, Anfang sowie Potzhof. 

## Etymologie
Der Ortsname dürfte in Anlehnung an den seit dem frühen 17. Jahrhundert belegten Hofschaftsnamen Ohligs entstanden sein.

## Geschichte
Das Gebiet des heutigen Ohligser Stadtzentrums war zu Beginn des 19. Jahrhunderts nur locker durch einige Ortslagen und Hofschaften besiedelt, darunter auch die Ortslage Klein-Ohligs. Sie entstand vermutlich als Einzelsiedlung an der Landwehr-Broßhauser Staatsstraße, der heutigen Bonner Straße, die als Landesstraße 288 klassifiziert ist. Klein-Ohligs ist aufgrund seiner geringen Größe in den meisten Kartenwerken des 19. Jahrhunderts nicht verzeichnet. Der Ort wurde in den Ortsregistern der Honschaft Merscheid geführt. Die Bürgermeisterei Merscheid wurde 1856 zur Stadt erhoben und im Jahre 1891 in Ohligs umbenannt.
1832 war der Ort Teil der Honschaft Merscheid innerhalb der Bürgermeisterei Merscheid, dort lag er in der Flur III. Ohligs. Der nach der Statistik und Topographie des Regierungsbezirks Düsseldorf als Hofstadt kategorisierte Ort besaß zu dieser Zeit sieben Wohnhäuser und ein landwirtschaftliches Gebäude mit 22 Einwohnern, davon 14 katholischen und acht evangelischen Bekenntnisses. Die Gemeinde- und Gutbezirksstatistik der Rheinprovinz führt den Ort 1871 mit zwei Wohnhäusern und zehn Einwohnern auf. Im Gemeindelexikon für die Provinz Rheinland von 1888 werden sechs Wohnhäuser mit 39 Einwohnern angegeben.
Dem war 1867 die Eröffnung eines Bahnhofes auf freiem Feld bei Hüttenhaus vorausgegangen, des Bahnhofes Ohligs-Wald, der heute den Namen Solingen Hauptbahnhof trägt. Die nahegelegene größere Hofschaft Ohligs gewann an Bedeutung und entwickelte sich infolge der Nähe zu dem Bahnhof zu einem der Siedlungszentren in der Stadt Merscheid. Viele umliegende Ortslagen und Hofschaften verloren ihre solitäre Lage und gingen in der sich ausbreitenden geschlossenen gründerzeitlichen Bebauung der Stadt vollständig auf.:113 So auch Klein-Ohligs, das in der Preußischen Neuaufnahme von 1893 als Kl. Ohligs verzeichnet ist. In der Hofacker-Karte von 1898 ist der Ort bereits in der geschlossenen Bebauung aufgegangen. Eine Ortsbezeichnung ist in der Karte nicht mehr aufgeführt.
Mit der Städtevereinigung zu Groß-Solingen im Jahre 1929 wurde der Ort nach Solingen eingemeindet. Die Ortsbezeichnung ist jedoch in keinem Stadtplan mehr verzeichnet und auch nicht mehr gebräuchlich.